# Reha Yurdakul
Reha Yurdakul est un acteur et scénariste turc né à Balıkesir (Burhaniye)  le 1er avril 1926 et mort le  27 décembre 1988 à Mudurnu.

## Biographie
Reha Yurdakul est né le 1er avril 1926 dans le district de Burhaniye à Balıkesir. Il est diplômé du lycée Pertevniyal. Alors qu'il étudiait au lycée, il a commencé sa carrière cinématographique en tant qu'acteur principal dans le film Kanatlardan Türbe (Tombeau des Ailes) (1949) à la demande du propriétaire d'Omay Film, Ömer Aykut. Il a joué le rôle principal pendant un certain temps. Il s'est ensuite tourné vers le jeu d'acteur et est apparu dans de nombreux films. En plus de son métier d'acteur, il a travaillé comme producteur, scénariste et directeur de production. Il a notamment joué dans des films mettant en vedette Kemal Sunal et Cüneyt Arkın. Il épouse Filiz Tamburacı en 1968,.
Le 27 décembre 1988, lors du tournage du film Tek Başına Bir Kadın (Une femme seule) avec Fatma Girik dans le quartier de Mudurnu à Bolu, il a eu une crise cardiaque et en est mort. Il a été enterré au cimetière de Feriköy à Istanbul. De plus, pendant le tournage du même film, un autre acteur célèbre, Hüseyin Kutman, est décédé d'une crise cardiaque le 15 décembre 1988,,.
Il existe une « rue Reha Yurdakul » dans le Şişli d'Istanbul pour garder vivante la mémoire de l'artiste.